# 澤田有也佳のこっそりラジオ
『澤田有也佳のこっそりラジオ』（さわだあやかのこっそりラジオ）は、朝日放送ラジオ（ABCラジオ）で2020年4月5日から2022年3月27日まで毎週日曜日の未明（土曜日の深夜）に放送されていたトーク番組。前番組『澤田有也佳のアナがパジャマに着替えたら』に続いて、朝日放送テレビアナウンサーの澤田有也佳がパーソナリティを務めていた。

## 概要
「澤田が自分の部屋にリスナーを招く」という設定で、自宅での充実した過ごし方をリスナーだけにこっそりと教える番組。番組前半はフリートークやリスナーからのメッセージを紹介、アニメの話、後半はハロー!プロジェクトといったアイドルについて語っていた。
放送枠や「澤田の部屋」という設定は、『 - アナがパジャマに着替えたら』（『アナパジャ』）と同じである。ただし、同番組に出演していた「ゴロー」という猫のキャラクターについては、「猫の飼育を禁止している部屋への引っ越し」という名目で出演を見送られたため、当番組では澤田が単独で進行。ディレクターも女性で、午前3時台に放送されることから「こんばんよう」（「こんばんは」と「おはよう」を重ねた挨拶）を多用しているほか、エンディングではリスナーを澤田が玄関で見送るかのような趣向が施されていた。
公式ハッシュタグは「#こそラジ」。
当番組のPRを目的にABCラジオで流れるスポットCMには、兵庫県出身の澤田が関西弁で両親に当番組の内容をこっそり教えるバージョンや、『パネルクイズ　アタック25』（朝日放送テレビ制作）の解答者に扮した澤田が加藤明子（同番組のアシスタントで澤田の先輩アナウンサー）から出されるクイズに悪戦苦闘しながら当番組の企画を伝えるバージョンなど、さまざまなパターンが存在する。
澤田は2020年10月改編から『おはよう朝日です』（朝日放送テレビ）平日版第2部（6:30 - 8:00）のアシスタントを全曜日で担当しているが、当番組については、『おはよう朝日です』の本番終了後に収録することで放送を継続。11月8日（7日深夜）の放送分からは、一部のコーナーでニシカワ食品がスポンサーに付いていた。
なお、 2021年9月26日（25日深夜）までは、『アナパジャ』後期の放送枠（日曜日の3:00 - 3:30）を引き継いでいた。2021年10月3日（2日深夜）から放送枠を30分繰り上げたことによって、『アナパジャ』の前期（2018年10月7日 - 2019年12月28日）と同じ時間帯（2:30 - 3:00）で放送されていたが、2022年3月27日（26日深夜）で放送を終了した。ただし、澤田は翌週（同月28日）から毎週月曜日に放送される『R→933　LP.』（音楽番組）でも、パーソナリティを単独で任されている。

### 澤田の休演回での対応
澤田は2020年7月28日（火曜日）まで当番組の収録へ臨んだ後に、発熱がきっかけでPCR検査を自主的に受診したところ、新型コロナウイルスへ感染していることが8月1日（土曜日）に判明。所属する朝日放送テレビも8月1日にその旨を公表したため、当日深夜（2日早朝）の放送分では、「この番組は7月28日に収録したものです」という男声のアナウンスを挿入してから収録済みの音源を流すことで対応した。翌週（9日早朝）・翌々週（16日早朝）の放送分では、番組名を変えずに、後輩アナウンサーの増田紗織がパーソナリティ代理として出演。澤田が8月18日から職場に復帰したことに伴って、同月23日早朝放送分から、澤田の単独出演による放送を再開した。澤田の復帰後には、上記の経緯を踏まえながら2020年の夏を振り返る趣旨のスポットCMを新たに制作している。

## 放送時間
- 2020年4月5日（4日深夜） - 2021年9月26日（25日深夜）、朝日放送ラジオ 毎週日曜（土曜深夜） 3:00 - 3:30[2]
  - 日本プロ野球シーズン中の土曜日に『ABCフレッシュアップベースボール』として放送するナイトゲーム中継を21:00以降に延長した場合には、23:30までの時間帯に収録番組が数本編成されていることから、当該時間帯の番組を休止（スポンサー付き番組の場合には放送枠を臨時に別の日へ移動）することによって放送時間を調整する。
  - 2020年10月4日（3日深夜）には、放送枠を2:30 - 3:30に拡大したうえで、後輩アナウンサーの津田理帆・増田紗織を迎えて「（澤田を含めた3人の苗字に『田』が入っていることにちなんだ）田んぼ三姉妹のこっそり女子会」を収録した模様を「1時間スペシャル」として放送した。
- 2021年10月3日（2日深夜） - 2022年3月27日（26日深夜）、同 2:30- 3:00
  - 2021年秋改編で放送時間を30分繰り上げ[5]。

## コーナー
澤田のコソコソ茶飲み話
本来はリスナーから寄せられた悩みの相談に乗るコーナーだが、澤田の趣味の話へ脱線することもある。初回の放送では、増田などの同僚アナウンサーの悩みに答えた。
2020年11月8日（7日深夜）放送分からは、ニシカワ食品が当コーナー限定でスポンサーに付いている。これを機に、ABCラジオ限定で放送される同社のスポットCMには、澤田出演のバージョンが新たに加わった。
天使と悪魔部屋
2021年4月よりスタートした、善と悪、2択の悩みについて、澤田が天使と悪魔になって解決していくコーナー。天使と悪魔部屋は地下にある設定となっている。
こっそりバンド、メンバー募集します
2021年11月から募集が始まったコーナー。リスナーがもしも、澤田と共にバンドのメンバーになったらこんなことができる、こんな楽器が弾けるといったアピールポイントを募集している。
今夜のアイポス
学生時代から女性アイドル（特にハロー!プロジェクトのユニット）を熱く応援している澤田が、収録の時点で注目しているアイドルを紹介するコーナー。回によっては声優、韓国のアイドルを取り上げることもある。コーナータイトルの「アイポス」は、「澤田の部屋に週替わりで"アイドルポスター"を貼っている」という設定に由来している。リスナーからもおすすめのアイドル、紹介してほしいアイドルの情報をリクエスト曲と好きな理由などと共に募集している。
この他にも、リスナーから「普通のお便り」などを募集していた。

## ゲスト
2020年
- 6月14日（13日深夜） - エビシー（朝日放送テレビのステーションキャラクター）※声の出演
- 10月4日（3日深夜） -  津田理帆、増田紗織（いずれも朝日放送テレビアナウンサー）[12]
- 12月6日（5日深夜） - 北川莉央（モーニング娘。'20）※コメント出演

2021年
- 1月3日（2日深夜） - 津田理帆、増田紗織、北村真平（いずれも朝日放送テレビアナウンサー）※コメント出演
- 11月14日（13日深夜） - Liella! ※コメント出演[13]
- 12月19日（18日深夜） - ミルクボーイ ※コメント出演

## 特別回
- 澤田有也佳のこっそりラジオ 1時間スペシャル（2020年10月4日（3日深夜）放送）
- 澤田有也佳のこっそり初詣ラジオ!（2021年1月2日放送）※同年最初のレギュラー放送の前に新春特別番組を21:05 - 22:00に編成。

## エピソード
- 2020年6月14日（13日深夜）には、公式Twitterのフォロワーが7000人、公式Instagramのフォロワーが2000人を突破したことを記念して、澤田が『まっさらブルージーンズ』（℃-ute）のダンスを踊った動画を公開した[14][15]。
- 2020年9月13日（12日深夜）の放送は澤田の自宅で収録した模様を放送した。
- 2020年12月19日、ラジオコラムニストのやきそばかおるが静岡放送のラジオ特別番組『ラジオナイトサミット』で発表した「若手アナウンサーがひとりで喋っているラジオ番組分布図」の中で紹介された[16]。
- 2021年4月、リスナー感謝企画として澤田が手作りした紙芝居の読み聞かせ動画をYouTubeに公開した[17]。
- 2021年4月11日、ラジオ関西『サンデーモーニングルーティーン日曜は夏子の集い』内で番組が紹介された[18]。
- 2021年9月5日（4日深夜）の放送では『増田紗織とつばきファクトリー岸本ゆめのと秋山眞緒の音バズ』の収録スタジオに潜入した模様を放送した。